# Carta Internacional de Derechos Humanos

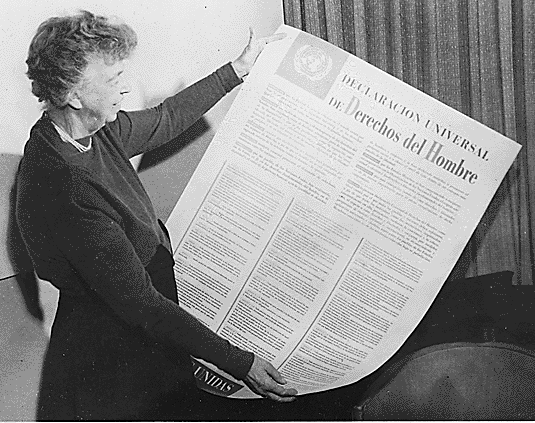
Eleanor Roosevelt sosteniendo la Declaración Universal de Derechos Humanos en castellano

Se conoce como Carta Internacional de Derechos Humanos al siguiente conjunto de instrumentos sobre derechos humanos, proclamados por las Naciones Unidas, en diversos momentos:
- El Pacto Internacional de Derechos Civiles y Políticos (PIDCP), adoptado por la Asamblea General de las Naciones Unidas mediante la Resolución 2200A (XXI), de 16 de diciembre de 1966, entrada en vigor el 23 de marzo de 1976.
- El Pacto Internacional de Derechos Económicos, Sociales y Culturales (PIDESC), adoptado por la Asamblea General de las Naciones Unidas mediante la Resolución 2200A (XXI), de 16 de diciembre de 1966 y entrada en vigor el 3 de enero de 1976.
- Los protocolos facultativos correspondientes (el Protocolo Facultativo del Pacto Internacional de Derechos Civiles y Políticos; el Segundo Protocolo Facultativo del Pacto Internacional de Derechos Civiles y Políticos, destinado a abolir la pena de muerte; y el Protocolo Facultativo del Pacto Internacional de Derechos Económicos, Sociales y Culturales, aprobado por la Asamblea General el 10 de diciembre de 2008 y que entró en vigor el 5 de mayo de 2013[2])

- La Declaración Universal de Derechos Humanos, adoptada por la Asamblea General de las Naciones Unidas en su Resolución 217 A (III), de 10 de diciembre de 1948 en París.

La Declaración Universal de Derechos Humanos tiene carácter de derecho internacional consuetudinario; puesto constituye unas orientaciones o líneas a seguir, aunque es citada frecuentemente en las leyes fundamentales o constituciones de muchos países y en otras legislaciones nacionales, no obstante, no tiene el tratamiento de acuerdo internacional o tratado internacional. 
Los dos Pactos Internacionales: el de Derechos Económicos, Sociales y Culturales y el de Derechos Civiles y Políticos, constituyen acuerdos vinculantes, aprobados por la Asamblea General en 1966, desarrollan la Declaración Universal, ya que plasman en obligaciones jurídicas los derechos que figuran en ella y establecen órganos para vigilar el cumplimiento por los Estados partes. Estos dos Pactos reciben también el nombre de Pactos de Nueva York.
Los protocolos facultativos (facultativo en su acepción de opcional) son instrumentos adicionales a los tratados de derechos humanos que establecen procedimientos (por ejemplo, de investigación, denuncia o comunicación) en relación con el tratado principal, o bien, desarrollan aspectos particulares del mismo.